# Norðragøta

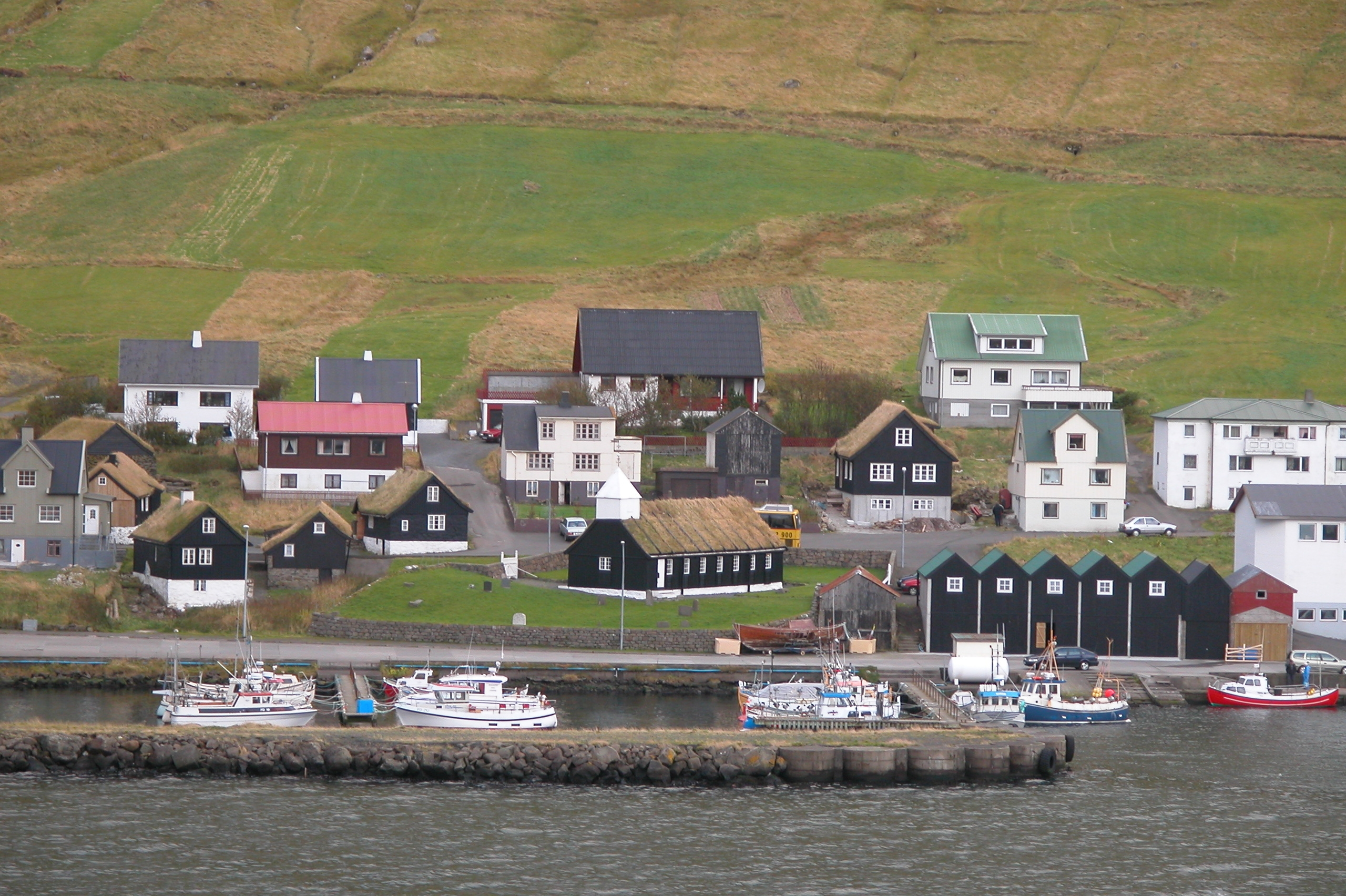
A település régi központja

Norðragøta (más néven Gøta, dánul: Nordregøte) település Feröer Eysturoy nevű szigetén. Közigazgatásilag Eystur községhez tartozik.

## Földrajz
A  település Eysturoy keleti partján, a Gøtuvík öböl végénél fekszik. A település központjában álló fatemplom 1833-ban épült. Új templomát 1995-ben szentelték fel II. Margit dán királynő jelenlétében. Itt található a Gøtu Fornminnisavn nevű helytörténeti gyűjtemény is.

## Történelem
Norðragøta jelentős szerepet játszott Feröer történelmében, itt élt ugyanis a Feröeriek sagája egyik hőse, Tróndur í Gøtu. Tróndur egy pogány viking főnök volt, aki egy ideig a teljes szigetcsoportot uralta. A sagában gonosznak van beállítva, míg jó ellenfele Sigmundur Brestisson, aki keresztény hitre térítette Feröert a norvég király megbízásából 1000 körül. Első írásos említése ennek megfelelően a Feröeriek sagájában található.
2009. január 1. óta Eystur község része, előtte Gøta községhez (Gøtu kommuna) tartozott.

## Népesség
| Év              | Lakosság |
| --------------- | -------- |
| 1986. január 1. | 459      |
| 1991. január 1. | 489      |
| 1996. január 1. | 455      |
| 2001. január 1. | 520      |
| 2006. január 1. | 565      |

## Közlekedés
Itt található az egykori Gøta község kikötője, mivel szélvédettebb, mint a többi település.
Közúton délnyugat felé Skipanes – és rajta keresztül Eysturoy nyugati része, valamint Streymoy –, észak felé Fuglafjørður, kelet felé pedig a Leirvíkartunnilin alagúton keresztül Leirvík érhető el. A települést érinti a 400-as és a 410-es buszjárat.
A településen található egy Magn (korábban Shell) benzinkút.

## Sport
Labdarúgócsapata a GÍ Gøta volt, amely 2007-ben egyesült a szomszédos LÍF Leirvík csapatával, és most Víkingur Gøta néven szerepelnek. A településen található a Víkingur hazai pályája, a Serpugerði Stadion.